# 한스 로스바우트

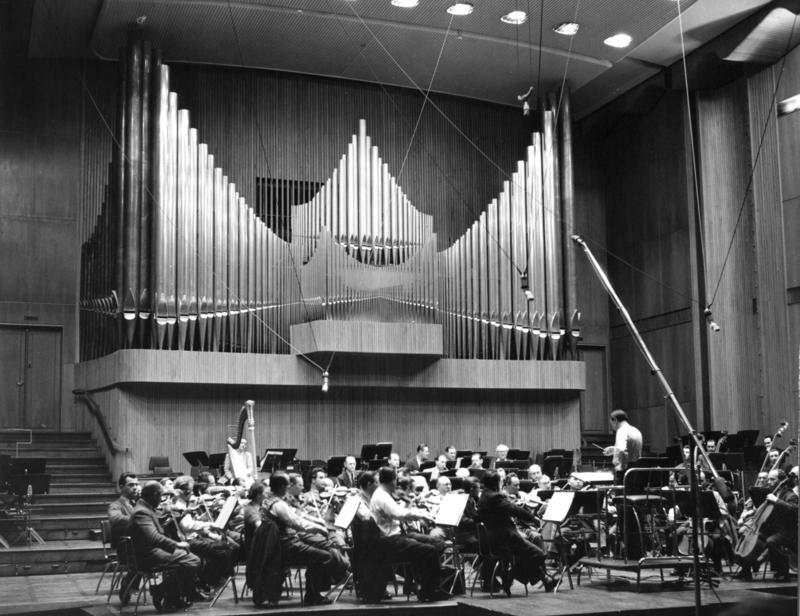

한스 로스바우트(독일어: Hans Rosbaud, 1895년 7월 22일– 1962년 12월 29일)는 오스트리아의 지휘자이다.
오스트리아의 그라츠에서 태어났다. 그라츠 음악협회학교를 거쳐 프랑크푸르트의 호흐셴 음악원에서 베르나르트 제클레스에게 작곡을, 알프레트 횐에게 피아노를 배웠다. 1921년 시립음악대학의 감독 및 시립교향악단의 지휘자가 되어 1930년까지 활동하였으며, 1929∼1937년에는 프랑크푸르트 라디오의 음악부장 및 음악감독으로 활동하면서 아르놀트 쇤베르크와 바르토크 벨라의 주요 작품들 초연을 지휘하였다. 1945년에는 뮌헨 필하모니 관현악단 예술감독을 지낸 뒤 1948년 바덴바덴의 남독일방송관현악단 예술감독이 되어 세상을 뜰 때까지 지휘자로 있었다. 1950년에는 취리히 톤할레관현악단의 지휘자가 되었고 이어 1958년에는 그곳의 음악감독이 되었다.

## 참고 문헌
1. ↑  〈한스 로스바우트〉. 《두산백과사전 EnCyber》. 2009년 12월 26일에 확인함.